# Григорівська волость (Олександрівський повіт)
Григорівська волость — адміністративно-територіальна одиниця Олександрівського повіту Катеринославської губернії.
Станом на 1886 рік складалася з 4 поселень, 4 сільських громад. Населення — 3992 особи (2076 чоловічої статі та 1916 — жіночої), 629 дворових господарств.
|                     | Площа, десятин | У тому числі орної, десятин |
| ------------------- | -------------- | --------------------------- |
| Сільських громад    | 2821           | 1214                        |
| Приватної власності | 36062          | 7850                        |
| Казенної власності  | —              | —                           |
| Іншої власності     | 279            | 120                         |
| Загалом             | 39162          | 9184                        |

Поселення волості:
- Григорівка — колишнє власницьке містечко при річці Конка за 17 верст від повітового міста, 1135 осіб, 190 дворів, православна церква, каплиця, лікарня, 3 лавки, трактир, 4 ярмарки на рік. За 6 верств — молитовний будинок. За 8 верств — постоялий двір.
- Велика Катеринівка (Кушугум) — колишнє власницьке село при річці Кушугум, 1027 осіб, 188 дворів.
- Мала Катеринівка (Краснокутівка) — колишнє власницьке село неподалік Дніпровських порогів, 690 осіб, 146 дворів.
- Юльївка (Мехирівка, Польща) — колишнє власницьке село при річці Конка, 613 осіб, 105 дворів.